# آلدو رونکونی
آلدو رونکونی (ایتالیایی: Aldo Ronconi; ۲۰ سپتامبر ۱۹۱۸ – ۱۲ ژوئن ۲۰۱۲) دوچرخه‌سوار اهل ایتالیا بود.
از فیلم‌ها یا برنامه‌های تلویزیونی که وی در آن نقش داشته‌است می‌توان به مؤسسه ریکوردی اشاره کرد.